# Покровская церковь (Большой)
Покровская церковь (храм Покрова Пресвятой Богородицы) — бывший православный храм в хуторе Большой Области Войска Донского, ныне Волгоградской области.

## История
Церковь на хуторе была построена в 1901 году на средства прихожан. Была она деревянная, на каменном фундаменте, покрыта листовым железом. Престол один — во имя Покрова Пресвятой Богородицы. По штату 1901 года в ней служили два священника, два псаломщика и просфорня. Дома для церковносвященнослужителей были также деревянные и являлись собственностью церкви. Священником храма с 1905 года работал Козловcкий Евгений Семенович.
В числе других зданий, принадлежащих Покровской церкви — церковно-приходская школа и церковная караулка: школьное здание — деревянное на каменном фундаменте, крытое железом, рассчитано на 30 учащихся; караульное помещение для сторожей — тоже деревянное, на каменном фундаменте, покрытое железом. Расстояние от храма до консистории — 575 верст, до благочинного — 70 верст. Ближайшие к храму церкви: в станице Етеревской — 8 верст и слободе Сидоры — 12 верст.
В церковном приходе имелись школы — церковно-приходская школа, открытая в 1895 году; и четыре приходских училища — Большовское, Буяновское, Моховское и Мало-Орешинское. Хутора прихода: Большой, Буяновый, Мохов, Мало-Орешинский и Тишанский.
В советское время церковь была разобрана.

## Духовенство
- Настоятель храма - Протоиерей Антоний Сафонкин[2]